# Burgwallen Nieuwe Zijde
Burgwallen Nieuwe Zijde è un quartiere dello stadsdeel di Amsterdam-Centrum, nella città di Amsterdam.
Questa parte della città è stata costruita durante il Medioevo tra il XIII secolo e XV secolo. L'edificio principale del quartiere è la Nieuwe Kerk, la cui costruzione iniziò intorno al 1400. Nel XVII secolo, gran parte della città vecchia è stata demolita a causa di una diga da costruire. In questo quartiere è situato il Palazzo Reale.

## Galleria d'immagini

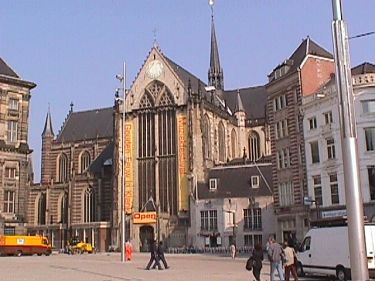
La Nieuwe Kerk.
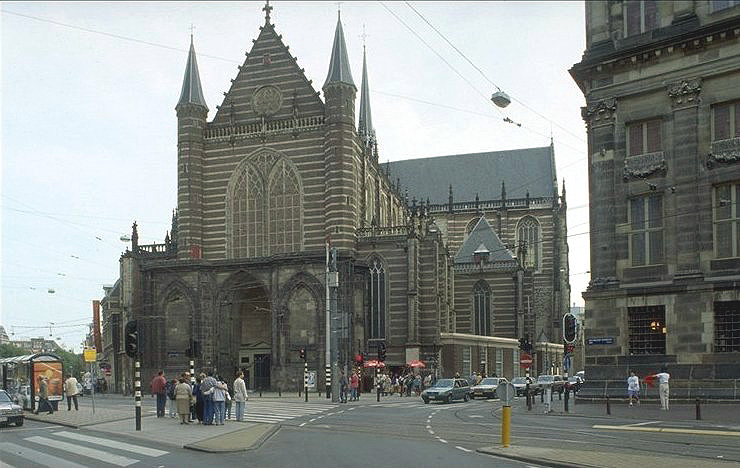
Altra visuale della Nieuwe Kerk.
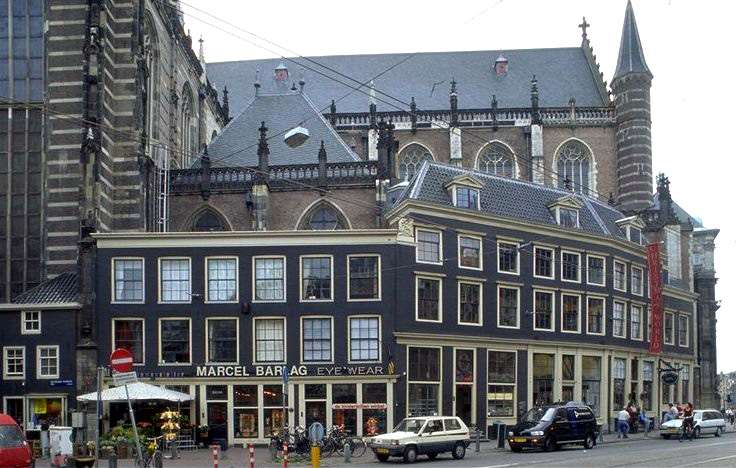
Alcune case vicino alla Nieuwe Kerk.
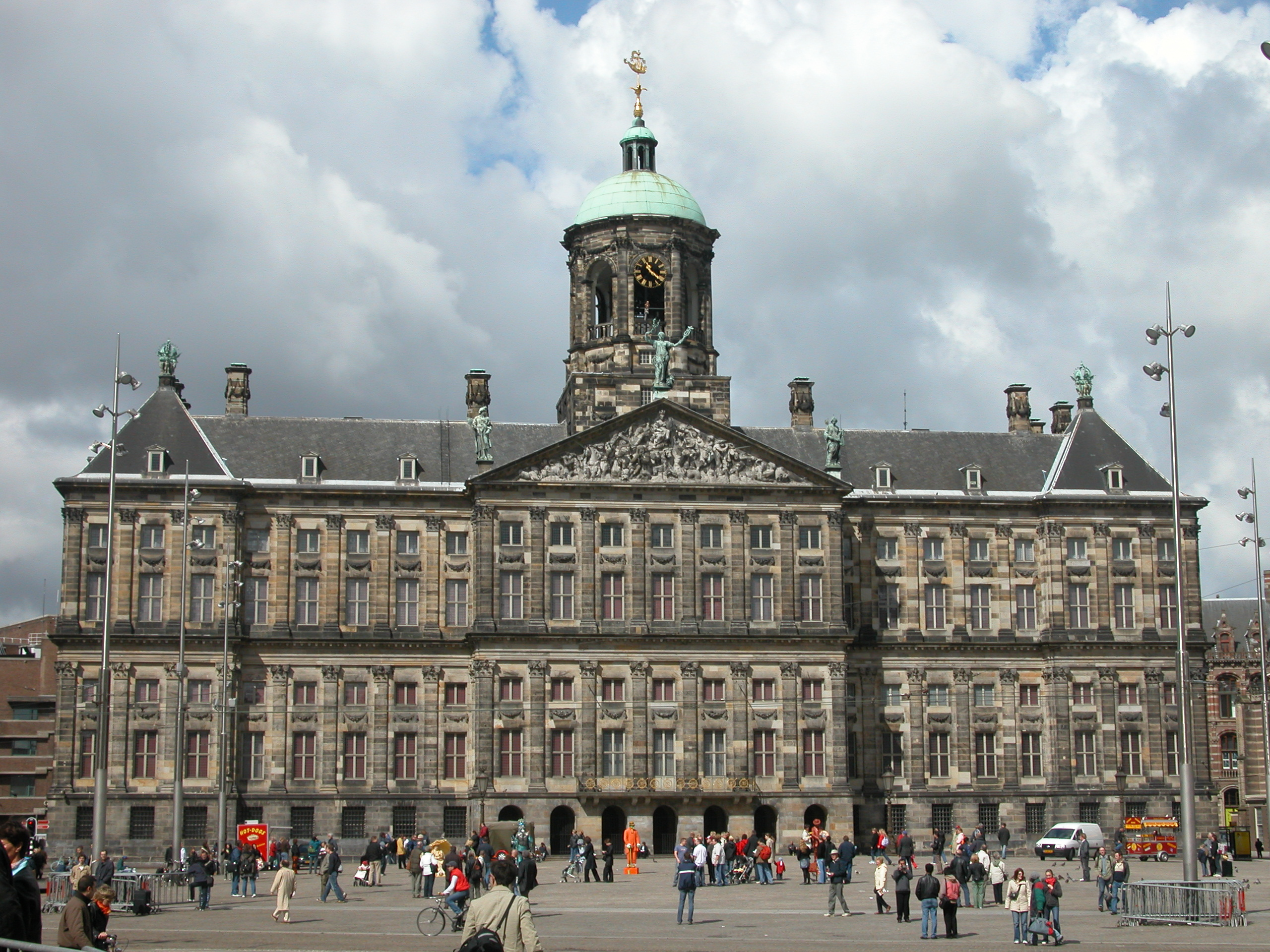
Il Palazzo Reale di Amsterdam.